# Gómez Farias, Tamaulipas
Gómez Farias là một đô thị thuộc bang Tamaulipas, México. Năm 2005, dân số của đô thị này là 8464 người.